# جون أوزوالد
جون أوزوالد (بالإنجليزية: John Oswald)‏ هو صيدلي وسياسي أسترالي، ولد في 6 يونيو 1939. حزبياً، نشط في حزب أستراليا الليبرالي (فرع جنوب أستراليا) ‏. في 1997 South Australian state election ‏، انتخب عضو مجلس النواب جنوب أستراليا من الجمعية عن دائرة Electoral district of Morphett ‏ وقد انضم خلال فترته النيابية ‏ (15 سبتمبر 1979 – 8 فبراير 2002) للكتلة البرلمانية حزب أستراليا الليبرالي (فرع جنوب أستراليا) ‏.
1. 1 2  Members of the Parliament of South Australia | Hon John Kenneth Gibson Oswald (بالإنجليزية), Adelaide: Parliament of South Australia, QID:Q114834199